# دریک کریستی
دریک کریستی (انگلیسی: Derrick Christie؛ زادهٔ ۱۵ مارس ۱۹۵۷) بازیکن فوتبال است.
از باشگاه‌هایی که در آن بازی کرده‌است می‌توان به باشگاه فوتبال پیتربورو یونایتد و باشگاه فوتبال ردینگ اشاره کرد.